# OGAE
OGAE — (фр. Organisation Générale des Amateurs de l'Eurovision, англ. General Organisation of Eurovision Fans) некоммерческая организация (клуб), которая объединяет фанатов конкурса «Евровидение» более 40 стран.

## История

Карта Европы, показывающая, сколько раз каждая страна побеждала в конкурсе песни OGAE

### История
Сообщество OGAE было организовано в 1984 году в Финляндии, хотя конкурс «Евровидение» появился в 1956 году. Все страны, которые принимают участие или уже приняли участие в конкурсе «Евровидение», могут создать свои собственные клубы или присоединиться к OGAE «Остальной мир», созданный в 2004 году

## Деятельность организации

### Об организации
Каждый год OGAE проводит четыре некоммерческих конкурса (конкурс песни, конкурс «Второй шанс» (англ. Second Chance), конкурс видео и конкурс авторской песни). Целью OGAE является распространение популярной музыки во всем мире и осуществление сотрудничества OGAE клубов, сотрудничество между фанатами «Евровидения», продвижение и популяризация конкурса «Евровидение», а также установление прочных связей с национальными телекомпаниями. Традиционно все европейские клубы OGAE устраивают соответствующую систему голосования, в ходе которой выявляется победитель конкурсов. Пятерка лучших песен 2012 года по версии клубов OGAE представлена в таблице.
| Страна   | Песня               | Исполнитель            | Композитор(ы)                                                   | Баллы |
| -------- | ------------------- | ---------------------- | --------------------------------------------------------------- | ----- |
| Швеция   | «Euphoria»          | Loreen                 | Томас Джейсон, Питер Боштром.                                   | 375   |
| Исландия | «Never Forget»      | Грета Салоуме & Йоунси | Грета Салоуме                                                   | 212   |
| Италия   | «L’amore è femmina» | Нина Дзилли            | Кристиан Рабб, Кристофер Сьокфист, Фрида Моландер, Чарли Мэйсон | 211   |
| Сербия   | «Није Љубав Ствар»  | Желько Йоксимович      | Желько Йоксимович                                               | 199   |
| Норвегия | «Stay»              | Туджи                  | Туджи, Питер Бостром, Фиддж Бостром                             | 164   |

Пятерка лучших песен 2013 года по версии OGAE клубов представлена в следующей таблице.
| Страна     | Песня                | Исполнитель       | Композитор(ы)                                                 | Баллы |
| ---------- | -------------------- | ----------------- | ------------------------------------------------------------- | ----- |
| Дания      | «Only Teardrops»     | Эммили де Форест  | Лиза Кейбл, Юлия Фабрин Якобсен, Томас Стенгаард              | 374   |
| Сан-Марино | «Crisalide (Vola)»   | Валентина Монетта | Мауро Балестри, Ральф Зигель                                  | 282   |
| Норвегия   | «I Feed You My Love» | Маргарет Бергер   | Карин Парк, «Machopsycho»                                     | 269   |
| Германия   | «Glorious»           | Cascada           | Янн Пайфер, Мануэль Реутер, Андрес Баллинас, Тони Корнелиссен | 195   |
| Италия     | «L’essenziale»       | Марко Менгони     | Марко Менгони, Роберто Казалино, Франческо Де Бенедеттис      | 177   |

Пятерка лучших песен 2014 года по версии OGAE клубов представлена в следующей таблице.
| Страна         | Песня                      | Исполнитель(и)        | Композитор(ы)                                           | Результат |
| -------------- | -------------------------- | --------------------- | ------------------------------------------------------- | --------- |
| Швеция         | «Undo»                     | Санна Нильсен         | Фредрик Щемпе, Дэвид Крюгер, Хамед «K-One» Пироузпанах  | 354       |
| Венгрия        | «Running»                  | Андраш Каллаи-Сондерс | Андраш Каллаи-Сондерс, Иштван Табар                     | 262       |
| Израиль        | «Same Heart»               | Мей Файнгольд         | Рами Талмид                                             | 233       |
| Австрия        | «Rise Like a Phoenix»      | Кончита Вурст         | Чарли Мэйсон, Джои Патулка, Али Зуцковски, Джулиан Маас | 221       |
| Великобритания | «Children of the Universe» | Молли                 | Молли, Андерс Ханссон                                   | 162       |

Пятерка лучших песен 2015 года по версии OGAE клубов представлена в следующей таблице.
| Страна   | Песня                  | Исполнитель(и)           | Результат |
| -------- | ---------------------- | ------------------------ | --------- |
| Италия   | «Grande amore»         | «Il Volo»                | 367       |
| Швеция   | «Heroes»               | Монс Сельмерлёв          | 338       |
| Эстония  | «Goodbye to Yesterday» | Элина Борн и Стиг Ряста  | 274       |
| Норвегия | «A Monster like Me»    | Мёрланн и Дебра Скарлетт | 243       |
| Словения | «Here for You»         | Maraaya                  | 228       |

Пятерка лучших песен 2016 года по версии OGAE клубов представлена в следующей таблице.
| Страна    | Песня                         | Исполнитель(и)     | Композитор(ы)                                         | Результат |
| --------- | ----------------------------- | ------------------ | ----------------------------------------------------- | --------- |
| Франция   | «J’ai cherché»                | Амир Хаддад        | Амир Хаддад, Johan Errami, Nazim Khaled               | 425       |
| Россия    | «You Are the Only One»        | Сергей Лазарев     | Димитрис Контопулос, Филипп Киркоров                  | 392       |
| Австралия | «Sound of Silence»            | Дами Им            | Anthony Egizii, David Musumeci                        | 280       |
| Болгария  | «If Love Was a Crime»         | Поли Генова        | Borislav Milanov, Sebastian Arman, Joachim Bo Persson | 175       |
| Италия    | «Nessun grado di separazione» | Франческа Микьелин | Франческа Микьелин, Федерика Аббате, Кеопе            | 170       |

Пятерка лучших песен 2023 года по версии OGAE клубов представлена в следующей таблице.
| Страна    | Песня                    | Исполнитель(и)  | Композитор(ы) | Результат |
| --------- | ------------------------ | --------------- | ------------- | --------- |
| Швеция    | «Tattoo»                 | Лорин           |               | 423       |
| Финляндия | «Cha Cha Cha»            | Käärijä         |               | 394       |
| Франция   | «Évidemment»             | La Zarra        |               | 302       |
| Норвегия  | «Queen of Kings»         | Алессандра Меле |               | 263       |
| Австрия   | «Who the Hell is Edgar?» | Тея и Салена    |               | 228       |

## Руководитель организации

### Президент OGAE
В 2007 году Антонис Каратзикос (англ. Antonios Karatzikos) был избран Президентом и Международным координатором по OGAE. В июле 2009 года он был переизбран на этот пост.